# Primoso de Cartago

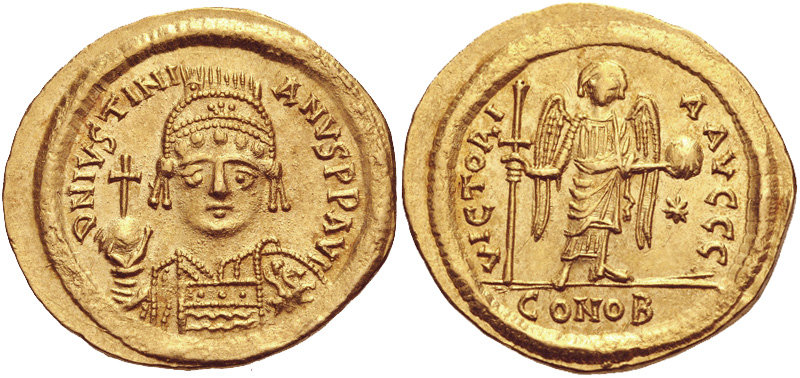
Soldo de Justiniano r.

Primoso (em latim: Primosus) foi um diácono bizantino do século VI, ativo durante o reinado do imperador Justiniano (r. 527–565). Em 552, após consentir com o exílio do metropolita Reparato, foi elevado como bispo, a contragosto do clero e povo, posição que reteria até meados dos anos 560. Segundo J. A. S. Evans, sua elevação deveu-se à necessidade de se nomear prelado mais flexível, capaz de usar da combinação de persuasão e força para aplicar as decisões imperiais. Em 553, o imperador convocou o Segundo Concílio de Constantinopla, que Primoso, relutante, decidiu não comparecer. A principal decisão do concílio foi banir os Três Capítulos, motivo de controvérsia desde a década anterior. Primoso foi a única fonte de apoio à política papal, então alinhada aos interesses imperiais, em detrimento do clero africano, bem como utilizar-se-ia do encarceramento de clérigos dissidentes: Vítor de Tununa e seu colega Teodoro de Cabarsussos, por ainda apoiarem o exilado Reparato, foram presos em Cartago e então deportados para o Egito.